# Chiesa di Santa Cristina la Vetere
Santa Cristina la Vetere è una chiesa arabo-normanna di Palermo. Il complesso è ubicato nel cortile dei Pellegrini nell'area nord occidentale adiacente alla cattedrale.

## Culto di Santa Cristina
La santa martire è patrona della città prima che si affermasse il culto di santa Rosalia.
Il mausoleo per le spoglie di Santa Cristina provenienti da Bolsena è costruito lungo le sponde del fiume Papireto, all'epoca naturale punto per l'approdo delle navi provenienti dal Tirreno.
Il «Vicolo dei Pellegrini» costituiva un breve tratto della «Via Francigena» che collega la Francia per giungere nei massimi luoghi sacri del cristianesimo: Gerusalemme, Roma e Santiago di Compostela. Nella fattispecie Palermo, con Messina, Trapani e Siracusa, ultimi baluardi continentali in Sicilia, sono collocate sulla direttrice che permette di unire l'Europa settentrionale col medio Oriente attraverso itinerari terrestri e collegamenti via mare.

## Storia

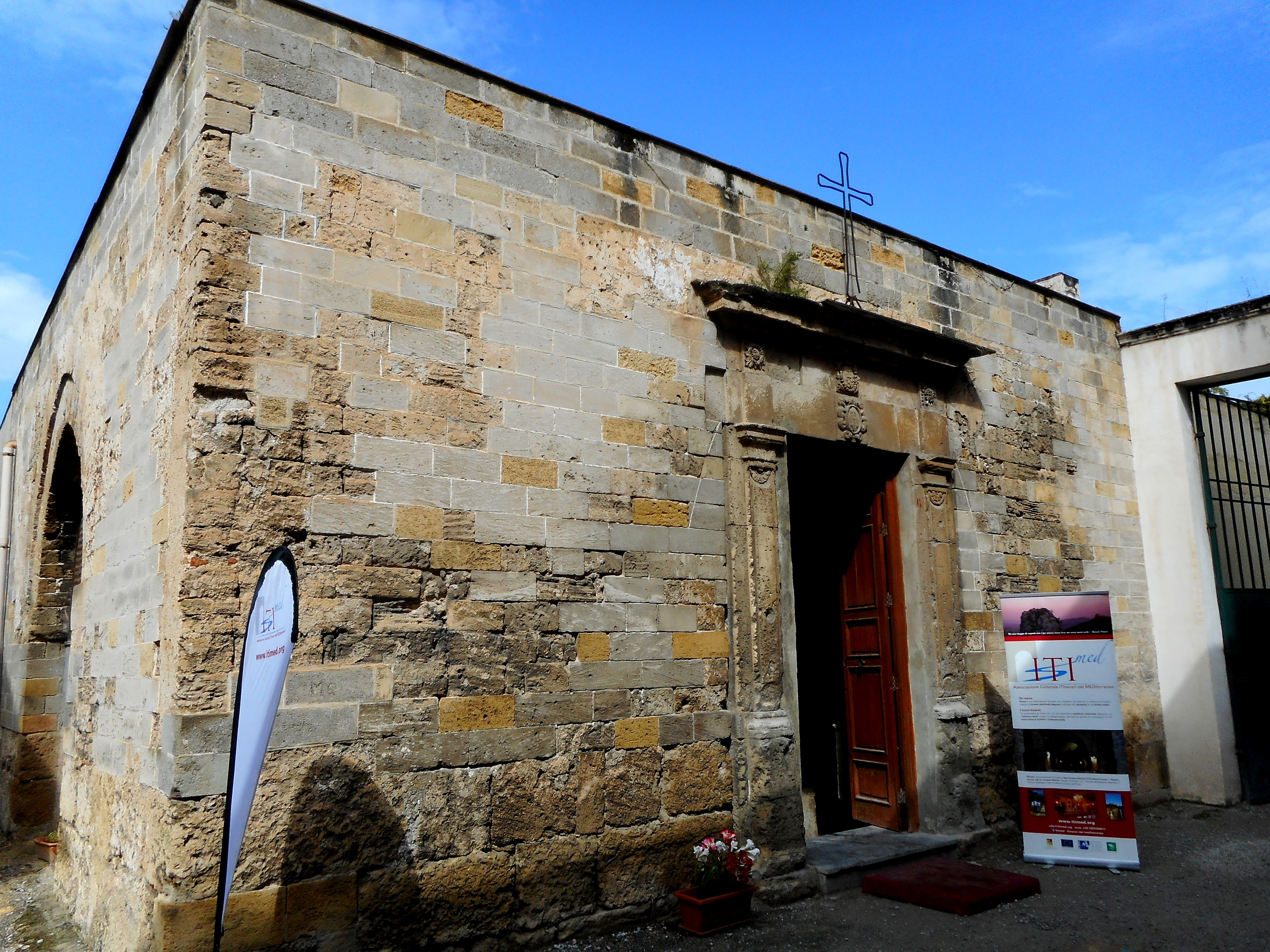
Esterno di Santa Cristina la Vetere

Costruita intorno al 1174, per volere dell'arcivescovo Gualtiero Offamilio, è una delle più antiche chiese di Palermo. La chiesetta è affidata all'Ordine cistercense per qualche anno.
L'edificio fu realizzato interamente in pietra di tufo ed ha la forma di un grande cubo, con pianta a croce greca.
Vi si accede dall'ingresso posto sul lato meridionale, ristrutturato nel 1500. Si tratta dell'unica facciata oggi fruibile, le altre tre sono state quasi interamente inglobate dagli edifici circostanti. All'interno, quattro pilastri reggono altrettanti archi a sesto acuto, che intersecandosi formano la volta centrale.
- 1194 - 1197, Al tempo dell'imperatore Enrico VI di Hohenstaufen, cacciati i cistercensi, il luogo di culto rientra tra le pertinenze dipendenti dalla cattedrale di Palermo.[2]
- 1570, La Compagnia della Santissima Trinità detta dei «Rossi», per via del colore della cappa indossata dai confrati, ne acquisisce la disponibilità.[5]
- 1595, Solenne consacrazione presieduta dall'arcivescovo Diego Haëdo.[4]

## Descrizione

### Interno

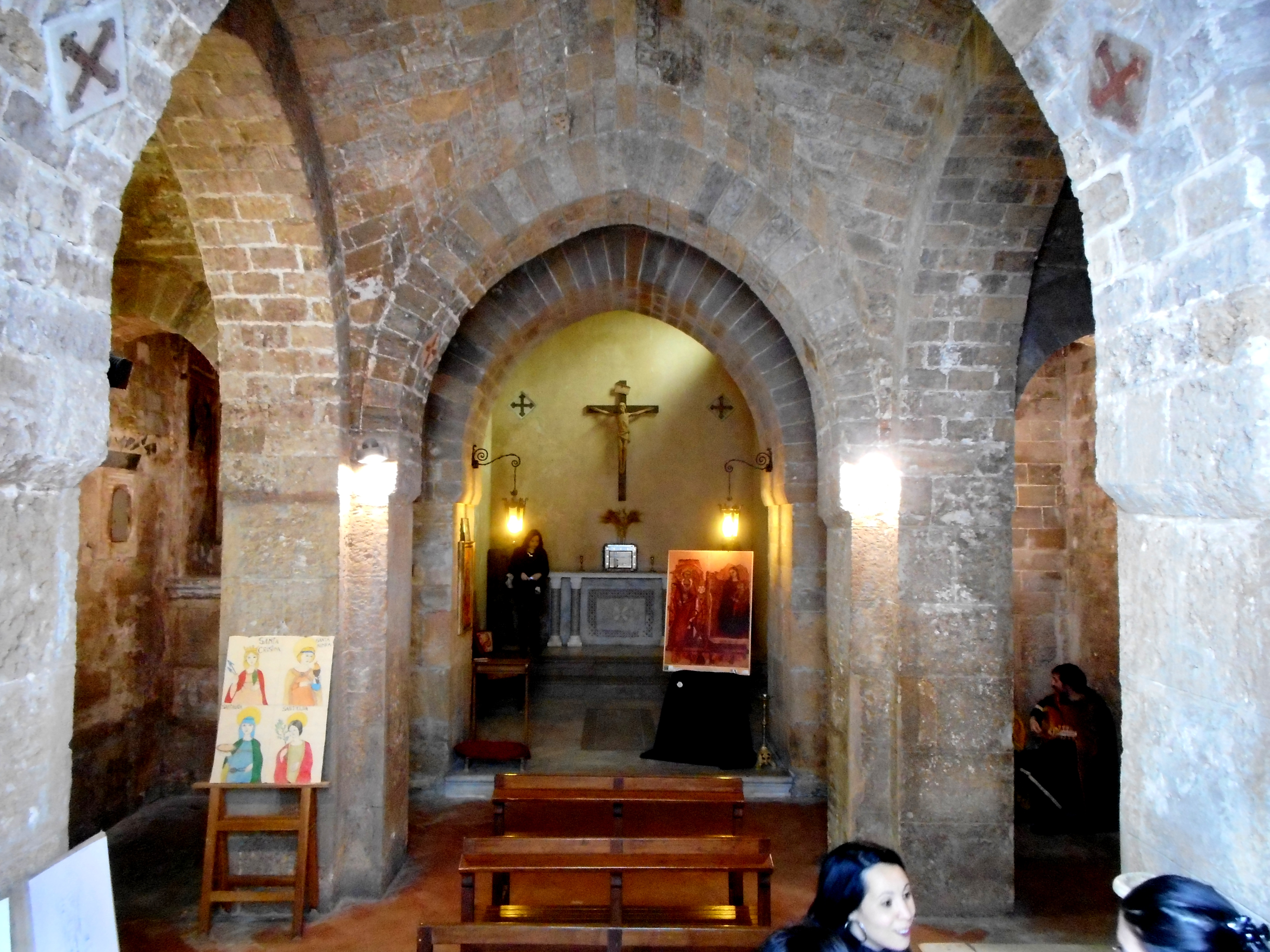
Interno di Santa Cristina la Vetere

Tra le sobrie e austere architetture di robusti pilastri, possenti arcate di stile arabo normanno:
- Nel cappellone la volta a padiglione è decorata con stucchi seicenteschi.
- La nicchia della navata sinistra presenta gli affreschi raffiguranti San Pietro e San Paolo del 1586.
- "Madonna dell'Itria" con San Calogero, Santa Ninfa e Santa Cristina, tela di Giuseppe Salerno, lo «Zoppo di Gangi», documentata sull'altare maggiore.[5]
- "Trittico", tavola raffigurante la Vergine Maria, Santa Cristina e Santa Caterina documentata nel lato dell'epistola.[5]

### Monastero
Il monastero è cistercense.

### Cripta
La cripta è costituita da un ipogeo per la tumulazione dei membri della Compagnia dei Rossi.

## Oratorio dei Pellegrini

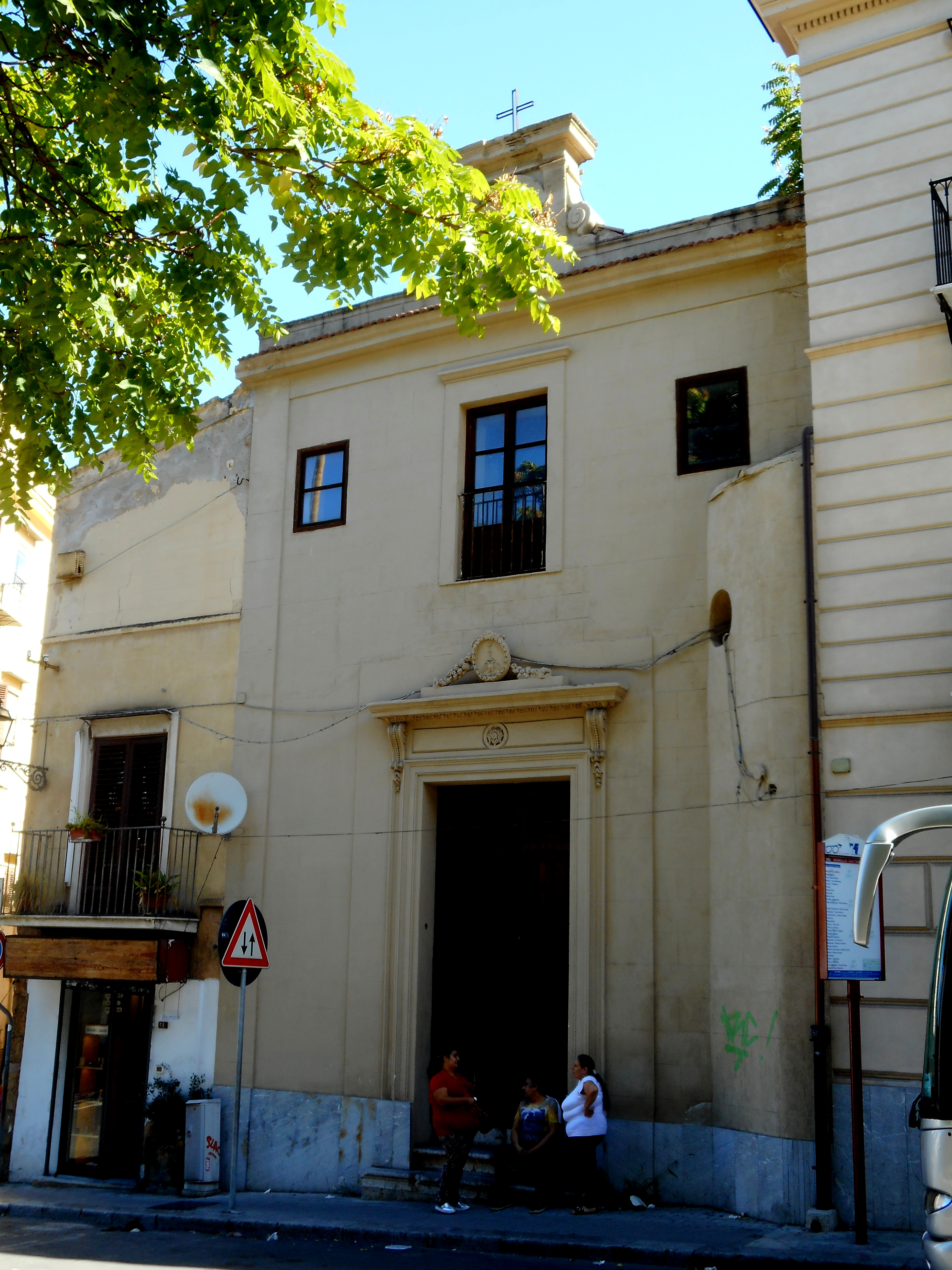
Facciata dell'Oratorio dei Pellegrini

L'oratorio dei Pellegrini è un luogo di culto del quartiere Monte di Pietà o Seralcadi ubicato in via Matteo Bonello, angolo via Gioeni.
In passato l'edificio era direttamente collegato con la chiesa di Santa Cristina la Vetere tramite un apposito passaggio. La chiesa di San Giovanni alla Guilla della Commenda dei Cavalieri Gerosolimitani della Guilla fu costruita come luogo di culto al servizio dell'ospedale dei Pellegrini. L'insieme degli aggregati sono ubicati sul tratto superstite della via dei Pellegrini ovvero la porzione di Via Francigena adiacente alla cattedrale.
Di origini cinquecentesche, l'ingresso presenta una sobria e lineare facciata probabilmente risalente all'epoca del restauro nel 1879. L'aula, caratterizzata dalla cornice settecentesca degli scanni, presenta all'interno della cappella destra, il brano di un affresco seicentesco raffigurante la Madonna col Bambino raffigurata con San Giovanni Battista. La controfacciata reca nella parte superiore l'affresco di Guglielmo Borremans, definito da una cornice in stucco a finto marmo, raffigurante Sara, Abramo e i tre Angeli, opera risalente agli anni trenta del XVIII secolo.

### Storia
- 1572, L'oratorio dei Pellegrini[2] è edificato dalla Compagnia della Santissima Trinità sotto il titolo «Rossi»[5] come sede della compagnia e per officiare i riti religiosi a favore dei pellegrini diretti in Terra santa e verso altri luoghi di culto, ai quali offriva ristoro, riparo e cure presso l'attiguo ospedale dei Pellegrini.[2]
- 1580c., la bolla pontificia di papa Gregorio XIII aggrega il sodalizio alla Compagnia della Santissima Trinità di Roma.[5]
- 2002 6 settembre, il terremoto di Palermo provoca danni, rendendo necessari lavori di restauro per una struttura già chiusa al culto e per lungo tempo trascurata.
- 2012 - 2013, restauri facciata, degli infissi e consolidamento delle strutture. Restauro del ciclo pittorico e del dipinto in esso documentato.

### Interno
- 1580 - 1585, il dipinto principale era costituito da un quadro raffigurante la Sepoltura di Gesù di Simone de Wobreck documentato e attualmente custodito nel museo diocesano di Palermo.[6]
- Affresco di Guglielmo Borremans raffigurante Sara, Abramo e i tre Angeli. Il pavimento con tonalità giallo, blu e verde è originale del XVIII secolo.

### Compagnia della Santissima Trinità
- 1564, Costituzione della Compagnia della Santissima Trinità sotto il titolo «Rossi», così chiamata per il colore della cappa indossata dai confrati. Prima sede la chiesa di San Biagio.[5] Il sodalizio è in seguito ospitato nella chiesa di San Teodoro degli Argentieri del monastero benedettino delle Vergini, successivamente nella chiesa di Santa Cristina la Vetere nel 1569.

### Chiesa di San Biagio
- 1564, Primitiva sede della Confraternita dei Rossi.

### Ospedale dei Pellegrini
- 1165, edificio preposto all'assistenza medica dei Pellegrini oggi non più esistente. All'esterno presentava degli affreschi raffiguranti pellegrini in atto di ringraziamento. Verosimilmente preesistente a tutte le altre strutture e alla stessa Commenda della Guilla.[6]

## Compagnia del Santissimo Sacramento della Cattedrale
- 1568, l'arcivescovo Ottaviano Preconio istituisce la Compagnia preposta ad accompagnare il Santissimo Sacramento.[7] Prima sede la cappella di San Lorenzo Giustiniani della chiesa di San Giacomo la Mazara.[8]
- 1571, la Compagnia ottiene un terreno presso la Maramma per la costruzione di un Oratorio.[8]
- 1590, All'oratorio fu accorpata la vicina chiesa di Santa Ninfa. La Compagnia fu aggregata alla basilica di San Pietro e Paolo Apostoli di Roma e all'Arciconfraternita del Santissimo Sacramento sopra Minerva dell'Ordine domenicano in Roma.[8]
- L'Oratorio è adiacente alla chiesa di Santa Cristina la Vetere, la chiesa di Santa Ninfa costituisce l'Antioratorio.[8]
- 1596, Fu dipinto l'affresco della Madonna della Grazia.[2]
- 1676, Causa restauri, fu effettuata una copia su tela poi sostituita all'affresco a lavori ultimati.[2]

### Chiesa di Santa Ninfa
- Chiesa di Santa Ninfa con l'altare della Madonna della Grazia.[8]

## OESSH
Luoghi sacri di Sicilia custoditi dall'Ordine dei Cavalieri del Santo Sepolcro di Gerusalemme:
- Chiesa di Sant'Andrea a Piazza Armerina
- Chiesa capitolare di San Cataldo di Palermo
- Oratorio di Santa Caterina d'Alessandria di Palermo
- Chiesa capitolare di San Giuliano di Catania.
- Chiesa dell'Immacolata Concezione o dell'Immacolatella di Trapani

Chiese a vario titolo correlate all'Ordo Equestris Sancti Sepulcri Hierosolymitani (OESSH):
| - Chiesa di Santa Croce di Messina - Chiesa di San Nicolò Regale di Mazara del Vallo - Chiesa dei Santi Pietro e Paolo d'Agrò di Casalvecchio Siculo - Cattedrale di Santa Maria Nuova di Monreale | - Chiesa di Santa Maria in Jerusalem di Palermo - Chiesa di San Giovanni dei Lebbrosi di Palermo - Basilica della Santissima Trinità del Cancelliere detta La Magione di Palermo |